# کاترین هوسمالین
کاترین هوسمالین (به انگلیسی: Catherine Hosmalin) بازیگر فرانسوی است.
از فیلم‌های معروف او می‌توان به فیلم مؤسسه زیبایی ونوس اشاره کرد.